# Octobre 1804

## Événements

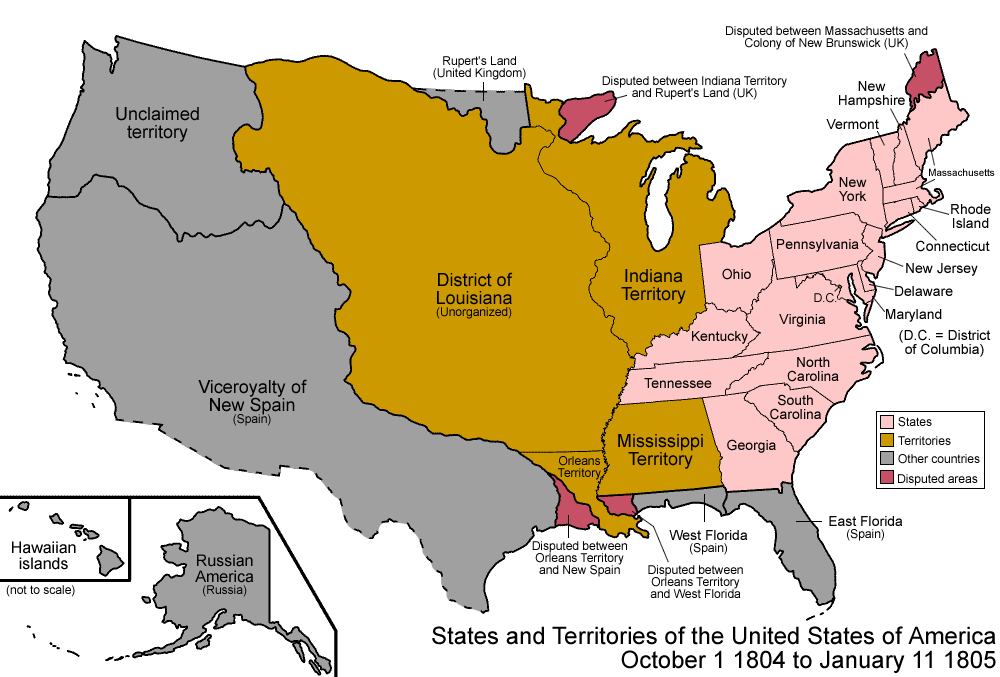
1er octobre 1804 - 11 janvier 1805

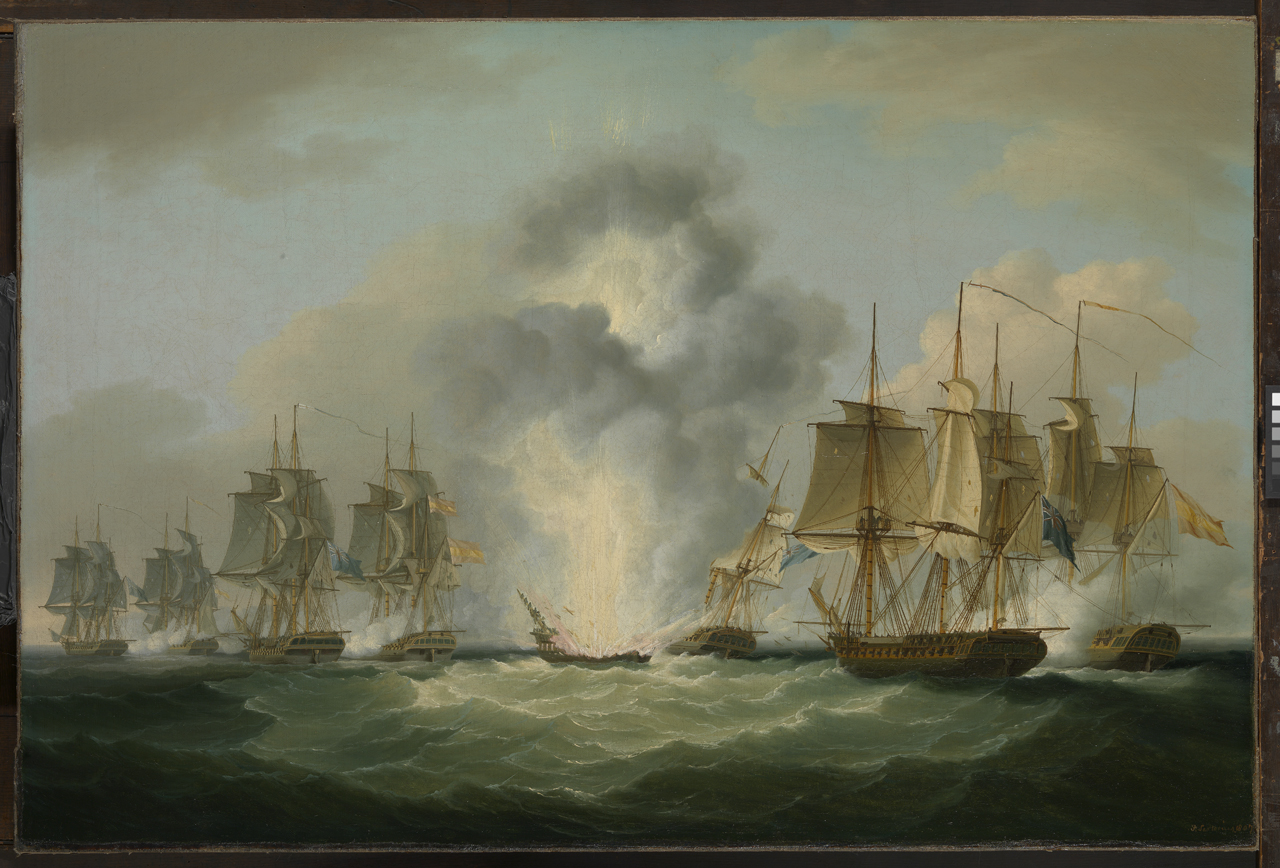
5 octobre : victoire britannique sur la flotte espagnole à la bataille du Cap Sainte Marie, au large du Portugal

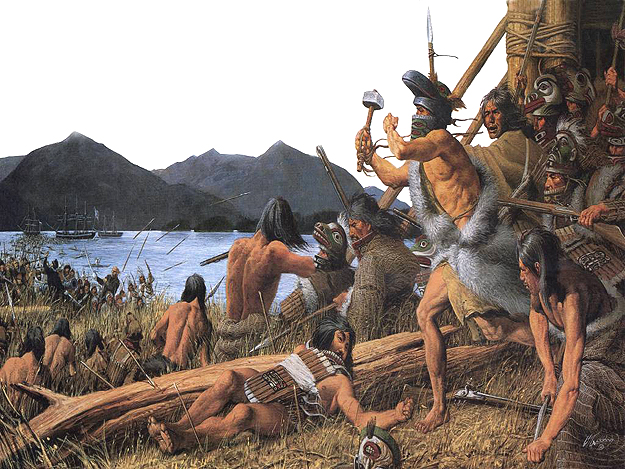
La bataille de Sitka peinte par Louis S. Glanzman en 1988

- 1er octobre : Le territoire acquis lors de la vente de la Louisiane est divisé entre le District de Louisiane, temporairement placé sous l'autorité du Territoire de l'Indiana, et le Territoire d'Orléans, organisé, qui correspond à l'actuelle Louisiane et une petite partie du Texas[1]. La frontière ouest du Territoire d'Orléans provoque un conflit avec la Nouvelle-Espagne à propos d'une région située entre la Sabine à l'ouest et l'Arroyo Hondo (en) à l'est, qui sera plus tard connue sous le nom d'État libre de la Sabine. Le traité d'Adams-Onís confirmera la souveraineté américaine sur la zone en 1819.

- 1er - 2 octobre : attaque anglaise contre le camp de Boulogne.

- 1er - 7 octobre : bataille de Sitka, en Alaska. Les Russes sont contraints de reprendre et de reconstruire le poste fortifié de Sitka (Novy Arkhangelsk) détruit deux ans plus tôt par les Tlingits. Novo-Arkhangelsk devient le centre de la puissance russe en Alaska[2].

- 5 octobre : Action du 5 octobre 1804 (en). Attaque d'un convoi de 4 frégates espagnoles transportant l'or des Amériques par la Royal Navy entraînant la déclaration de guerre de l'Espagne a l'Angleterre le 14 décembre[3]

- 8 octobre - 19 octobre : Siège de Delhi

- 18 octobre (6 octobre du calendrier julien) : Paul Tsitsianov marche contre la forteresse de Gandja[4].
  - Guerre russo-persanne (fin en 1813). Tension entre la Perse et la Russie au sujet des provinces du Caucase et de la Géorgie, annexée par les Russes en 1801. Téhéran cherche un soutien, mais accueille avec réserve les offres de la France (traité de Finkenstein). Fath'Ali Chah sollicite l’aide des Britanniques et envoie une délégation au Royaume-Uni[5].

- 20 octobre - 30 avril 1805 : le Russe Nikolaï Rezanov, directeur de la Compagnie russo-américaine, passe six mois à bord du Nadezhda dans le port de Nagasaki. Il prétexte du débarquement de naufragés japonais pour demander l’ouverture de relations commerciales. Refus des autorités shogunales[6].

## Naissances
- 14 octobre :
  - Carl Timoleon von Neff, peintre, conservateur germano-balte sujet de l'Empire russe († 5 janvier 1877).
  - Abraham Robinson McIlvaine, politicien américain († 22 août 1863).
- 23 octobre : Karl Schädler, médecin et homme politique liechtensteinois († 30 janvier 1872)
- 24 octobre : Wilhelm Eduard Weber, physicien allemand († 23 juin 1891).
- 28 octobre : Pierre François Verhulst, mathématicien belge († 15 février 1849).

## Décès
- 2 octobre : Joseph Cugnot, ingénieur français (° 25 février 1725).
- 15 octobre : Antoine Baumé, pharmacien et chimiste français (° 26 février 1728).